# Verdienter Volkskontrolleur der Deutschen Demokratischen Republik
Verdienter Volkskontrolleur der Deutschen Demokratischen Republik war eine staatliche Auszeichnung  der Deutschen Demokratischen Republik (DDR), welche in Form eines Ehrentitels mit Urkunde und einer tragbaren Medaille verliehen wurde. 

## Stiftung
Originaltext Gesetzblatt der Deutschen Demokratischen Republik, Veröffentlichung in den Monaten Oktober und November 1981:
EHRENTITEL – VO über die Stiftung des Ehrentitels „Verdienter Volkskontrolleur der Deutschen Demokratischen Republik“ vom 23. September 1981 (GBl. I, S. 345)
Mitarbeiter der Arbeiter-und-Bauern-Inspektion (ABI) der DDR, die sich um die Verwirklichung der Partei- und Regierungsbeschlüsse, der Durchsetzung einer hohen Staatsdisziplin sowie die Festigung der sozialistischen Gesetzlichkeit verdient gemacht und Hervorragendes zur Entwicklung der staatlichen und gesellschaftlichen Kontrolle in der DDR geleistet haben, können auf Vorschlag des Staatssekretärs und der Stellvertreter des Vorsitzenden des Komitees der ABI der DDR mit dem Ehrentitel „Verdienter Volkskontrolleur der Deutschen Demokratischen Republik“ ausgezeichnet werden. „Die Verleihung der Ehrentitel wird durch den Vorsitzenden des Komitees der ABI der DDR zum Jahrestag der Bildung der ABI am 15. Mai vorgenommen. Sie schließt eine Medaille, eine Urkunde sowie eine Prämie in Höhe von 5000 Mark ein.“
Der Ehrentitel wurde an Einzelpersonen verliehen. Die Jahresquote betrug bis zu 15. Der Titel konnte nur einmal verliehen werden.

## Medaille zum Ehrentitel
Die Medaille ist rund, vergoldet und hat einen Durchmesser von 32 mm. Auf der Vorderseite befinden sich das Relief eines Männerkopfes mit Schutzhelm und eines Frauenkopfes sowie in der oberen Hälfte die Umschrift „VERDIENTER VOLKSKONTROLLEUR“ und in der unteren Hälfte zwei Lorbeerzweige. Auf der Rückseite stehen die Worte „ARBEITER-UND-BAUERN-INSPEKTION“ sowie die Umschrift „DEUTSCHE DEMOKRATISCHE REPUBLIK“. Die Medaille wurde an einer rechteckigen, mit rotem Band bezogenen Spange getragen. In das Band ist beiderseits ein schwarzrotgoldener Streifen eingewebt. In der Mitte der Spange ist das goldfarbene Staatswappen der DDR aufgesetzt.